# Héctor Guerra
Héctor Guerra García (* 6. August 1978) ist ein spanischer Radrennfahrer und Triathlet.

## Werdegang
Héctor Guerra gewann als 2002 die Volta a Tarragona. Er begann seine Radsportkarriere als Profi 2003 bei dem spanischen Radsportteam Colchon Relax-Fuenlabrada. Seit 2005 fährt er für das portugiesische Continental Team L.A. Aluminios-Liberty Seguros. Er gewann u. a. die Gesamtwertungen der Etappenrennen Volta ao Alentejo 2008 sowie 2009 Grande Prémio Internacional de Torres Vedras und Vuelta a la Comunidad de Madrid. Sein Spitzname ist Thor.
Im September 2009 wurde er wegen EPO-Doping durch den Weltradsportverband UCI für zwei Jahre gesperrt.
Seit 2013 startet er im Cross-Triathlon bei Wettbewerben im Rahmen der Xterra-Rennserie. Er konnte die europäische Rennserie 2013 gewinnen.
2014 startete er auch im Triathlon auf der halben Ironman-Distanz (Ironman 70.3).
Im September 2015 konnte er die Erstaustragung in Madrid auf der Triathlon-Langdistanz (3,8 km Schwimmen, 180 km Radfahren und 42 km Laufen) gewinnen.

## Erfolge

### Radsport
2007
- eine Etappe Portugal-Rundfahrt
- Clasica Ciclista los Puertos

2008
- Gran Premio de Llodio
- Gesamtwertung und eine Etappe Volta ao Alentejo
- eine Etappe Volta a Portugal

2009
- eine Etappe Volta ao Alentejo
- eine Etappe Vuelta a Asturias
- Gesamtwertung und zwei Etappen Grande Prémio Internacional de Torres Vedras
- Gesamtwertung und eine Etappe Vuelta a la Comunidad de Madrid
- eine Etappe Volta a Portugal

### Triathlon
| Datum/Jahr    | Rang | Wettbewerb             | Austragungsort | Zeit     | Bemerkung                                                                          |
| ------------- | ---- | ---------------------- | -------------- | -------- | ---------------------------------------------------------------------------------- |
| 27. Sep. 2015 | 1    | Triatlón Madrid KM0    | Madrid         | 08:39:13 | Sieger auf der Langdistanz bei der Erstaustragung – neben der Deutschen Julia Bohn |
| 5. Sep. 2015  | 1    | Triathlon de Gérardmer | Gérardmer      | 04:28:51 | Sieg in den Vogesen                                                                |
| Mai 2015      | 1    | Lisboa Triathlon       | Lissabon       | 03:43:38 | Sieger auf der halben Ironman-Distanz                                              |
| 16. März 2014 | 4    | Ironman 70.3 Monterrey | Monterrey      | 03:53:42 | mit der schnellsten Radzeit des Tages                                              |

| Datum/Jahr    | Platz | Wettbewerb         | Austragungsort    | Zeit     | Bemerkung                               |
| ------------- | ----- | ------------------ | ----------------- | -------- | --------------------------------------- |
| 8. Sep. 2013  | 4     | Xterra England     | Cranleigh         | 02:18:45 |                                         |
| 17. Aug. 2013 | 2     | Xterra Germany     | Olbersdorf        |          | Zweiter hinter dem Spanier Ruben Ruzafa |
| 10. Aug. 2013 | 2     | Xterra Czech       | Prachatice        |          |                                         |
| 7. Juli 2013  | 3     | Xterra France      | Xonrupt           |          |                                         |
| 29. Juni 2013 | 2     | Xterra Switzerland | Les Charbonnières |          |                                         |

(Did Not Finish)

## Teams
- 2003 Colchon Relax-Fuenlabrada
- 2004 Relax-Bodysol
- 2005 L.A.-Liberty
- 2006 L.A. Aluminios-Liberty Seguros
- 2007 Liberty Seguros
- 2008 Liberty Seguros
- 2009 Liberty Seguros